# Valle Lomellina
Valle Lomellina är en ort och kommun i provinsen Pavia i regionen Lombardiet i Italien. Kommunen hade 2 181 invånare (2018).